# Didymoglossum ovale
Didymoglossum ovale är en hinnbräkenväxtart som beskrevs av Fourn. Didymoglossum ovale ingår i släktet Didymoglossum och familjen Hymenophyllaceae. Inga underarter finns listade.